# Lycorina ornata
Lycorina ornata là một loài tò vò trong họ Ichneumonidae.